# 小林将大
小林 将大（こばやし まさひろ、1989年10月12日 - ）は、日本の声優、俳優、タレント、ナレーター。埼玉県出身。

## 来歴
1989年10月12日生まれ、埼玉県出身。
2012年株式会社ハミングバードに所属。
2014年株式会社ハミングバード事業拡大に伴い社名変更。株式会社ケースエンターテイメントに所属。

## 出演

### TV
- 2013年　日本テレビ「所さんの目がテン」
- 2013年　日本テレビ「アソビラボ」
- 2013年　フジテレビ「Mr.サンデー」
- 2014年　日本テレビ「SHARK」
- 2014年　TBS 「S -最後の警官-」
- 2014年　テレビ朝日「緊急取調室」

### ナレーション
- 皇潤プレミアム - CMナレーション
- 株式会社エバーライフ社　- VPナレーション
- 株式会社ウェルホールディングス - VPナレーション
- GYAO!鳥人間コンテストの裏側大公開！理解不能！？熱き鳥人間たちの生態に迫る！ - ナレーション
- 日本ヒューレット・パッカード株式会社 - VPナレーション
- 株式会社Daidoソリューションズ - VPナレーション

### ラジオ
- MBSラジオ　『河北麻友子・中村静香・堀田茜 女子会』（天の声）
- MBSラジオ　『河北麻友子・原幹恵・堀田茜 女子会』（天の声）
- MBSラジオ　『AKB48木﨑ゆりあ 2014年のシンデレラ』（ラジオドラマ出演）

### CM
- 2013年10月 ロッテ「キシリトール」
- 2013年12月 SoftBank「方言リレー編」

### アニメ
- 2014年　松竹芸能合同企画「MR.DRACULA」ドラキュラ役（主役）

### 舞台
- 2013年 3月13日〜17日：劇団夢神楽　STAGE12「イノリガミ-浮世絵札の夢限-」/中野テアトルBONBON
- 2013年 6月18日〜23日：「解体屋！！BARASHIYA　〜そこは残しておくよ〜 」/池袋シアターグリーンBIG TREE THEATER
- 2013年 9月12日〜16日：2AP「〜糸、孤悲し〜」/新宿タイニィアリス
- 2013年11月16日〜24日：ショーGEKI大魔王2013「サンゴクシ」/新宿：全労済ホール　スペース・ゼロ

### PCゲーム
- 2013年8月12日： FCめがぶー「合奏魂（がっそうる）」ビクター=フェルナンデス役

### アプリ
- 「声で応援」埼玉県担当
- 「触手系剣道女子あいる！」老人執事・怪物役（iphoneのみ）
- 「クロノ・サーガ」出演
- 「雨だれ~美しく咲く君たちへ~」吉岡克也役

### ドラマCD
- 2011年 5月： 幻想魔皇伝　橋本庄吉役
- 2011年10月： Rule of ALICE. "Queen and Alice" COMPLETE CROWN　いもむし役
- 2012年 4月： Kiss ヴェルトール役
- 2012年10月： YOKE 司会役
- 2012年 秋 ： 大正スチームパンク　秋津晴役
- 2012年12月： 「Amaltia vol.1」検視官役
- 2012年12月： 勇者になるのも楽ぢゃない!? カシマール役（第1話のみ出演）
- 2013年 4月： 「Amaltia vol.2」検視官役
- 2013年 4月： 「女海賊アレスティア-終焉の調べ-」ジョナサン=ジーン役
- 2013年 4月： 「β* 刻みゆく幻影の鳥籠まで」イデア役
- 2013年 10月： 「Ancient Sevens Eposode#.00」アンドレア・ボヌッチ役

### リーディングライブ
- 2012年 6月：浅沼諒空プロデュース「una:chenter Vol.6」＠東高円寺カットウ
- 2012年 8月：浅沼諒空プロデュース「una:chenter Vol.7」＠東高円寺カットウ
- 2012年10月：浅沼諒空プロデュース「una:chenter Vol.8」＠東高円寺カットウ
- 2012年11月：「Monthly Best-2012.8.-」（ライブイベント）＠東高円寺カットウ
- 2013年 3月： Spring
- 2013年 7月： 劇団はちどり「TCSY（タクシー）」